# Тимошенко Петро Дмитрович
Петро́ Дми́трович Тимоше́нко  (20 червня 1920, Вільховець, Гусаківська волость Звенигородського повіту Київської губернії, нині Черкаської області — 29 квітня 1984, Київ) — український мовознавець, дослідник і викладач історії української мови. Кандидат філологічних наук (1953).

## Біографічні відомості
1938 вступив на факультет чужоземних мов Київського університету. 1942 закінчив український відділ філологічного факультету Об'єднаного українського університету (Кзил-Орда).
Від 1949 — викладач (згодом доцент) кафедри української мови Київського університету ім. Тараса Шевченка. Кандидат філологічних наук (дисертація «Фонетичні явища на межі слів в українській мові»; 1953).

## Праці
Автор близько 100 наукових праць у галузях історичної фонології, морфонології української мови, історичної граматики, історичної та описової лексикології, історії української літературної мови, історії вітчизняного мовознавства тощо. Досліджував морфологію та синтаксис староукраїнських грамот XIV−XV ст., особливостей мови описів замків другої половини XVI ст., мову Т. Шевченка.
- «Засоби милозвучності української мови» (1952).
- «Про періодизацію історії української літературної мови» (1958).
- Роль Т. Шевченка у розвитку української літературної мови // Вісник КДУ. Серія філології і журналістики. — К., 1961. — № 4. — Вип. 1. — С. 15-23.
- «Взаємозв'язки між фонетичними і морфологічними явищами в українській мові» (1962).
- «Збагачення лексики української літературної мови в першій половині XIX століття (до кінця 50-х років)» (1962).
- Морфологічні риси мови Тараса Шевченка: Іменник // Збірник праць 15-ї Наукової шевченківської конференції. — К., 1968. — С. 133—162.
- «Із спостережень над мовою описів українських замків 1532 р.» (1971).
- «Хрестоматія критичних матеріалів з історії української літературної мови»: Ч. 1-2. — К., 1959—1961 (упорядник).